# Eugène Traey
Eugène Johannes Julius (Eugène) baron Traey (Amsterdam, 11 april 1915 - Edegem, 28 mei 2006) was een Belgisch musicus, die van 1981 tot 1995 voorzitter van de jury was bij de internationale Koningin Elisabethwedstrijd.
Traey werd geboren in oorlogsballingschap in Amsterdam. Reeds op veertienjarige leeftijd begon hij zijn studies aan het Koninklijk Vlaams Conservatorium Antwerpen; nadien vervolledigde hij zich bij diverse buitenlandse pianisten en pedagogen, onder wie Robert Casadesus in Parijs en Walter Gieseking in Duitsland. Hij werkte als pianist samen met onder andere de violisten Jean Laurent en Arthur Grumiaux. Vanaf 1960 vormde hij een vast pianoduo met Frédéric Gevers.
Traey gaf vanaf 1947 pianoles aan het Koninklijk Vlaams Conservatorium Antwerpen; Jos Van Immerseel was er een van zijn studenten. Van 1968 tot 1980 was hij de directeur van deze instelling.
Naast juryvoorzitter van de Koningin Elisabethwedstrijd was Traey ook jurylid bij andere grote internationale muziekwedstrijden, zoals de Tsjaikovski-wedstrijd voor piano in Moskou.
In 2002 werden hij en zijn vier dochters opgenomen in de Belgische adel; hij kreeg de persoonlijke titel van baron. Met hem stierf het geslacht in 2006 in mannelijke lijn uit.
Zijn dochter Sylvia Traey was als pianiste laureate van de Elisabethwedstrijd en doceerde aan het Conservatorium van Gent.